# Sarcopera sessiliflora
Sarcopera sessiliflora là một loài thực vật có hoa trong họ Marcgraviaceae. Loài này được (Triana & Planch.) Bedell miêu tả khoa học đầu tiên năm 1997.